# Virgin Group
Virgin Group Ltd è un gruppo di società separate che utilizzano il marchio Virgin appartenente al magnate britannico Richard Branson. Le principali aree di interesse sono i viaggi, l'intrattenimento ed i media, oltre a molti altri. Il Gruppo Virgin si è quotato in borsa nel 1988, ma le sue attività risalgono già agli anni settanta.
Sebbene Branson detenga il completo controllo e la proprietà del marchio Virgin, l'impostazione commerciale delle diverse società è variegato e complesso. Spesso il gruppo viene percepito come un conglomerato, ma in realtà ognuna delle società che operano sotto il marchio Virgin è un'entità separata, in alcuni casi interamente di proprietà di Branson, mentre in altri il fondatore detiene solo quote di minoranza. A volte, Branson concede in licenza l'uso del marchio Virgin alle società che hanno acquisito una divisione, come per esempio Virgin Music, che attualmente è di proprietà della casa discografica Universal Music Group.
Branson controlla anche la Virgin Blue Holdings Limited, non facente però parte della Virgin Group.
Virgin è anche stata sponsor della scuderia Brawn Grand Prix Limited (meglio nota con il nome di Brawn Gp) nel suo unico anno in Formula 1.

## Marchi Virgin

### Marchi attualmente di proprietà di Branson
- Oüı FM - stazione radio rock che trasmette in Francia e Asia
- Radio Free Virgin - emittente radiofonica via internet con più di 60 canali
  - Virgin Radio Asia - gruppo di stazioni radio che operano in India e Thailandia e include Virgin Soft, Hitz, Easy FM e Oui
- TheTrainLine - Servizio di prenotazione biglietti ferroviari nel Regno Unito
- Virgin Active - catena di centri fitness in Sudafrica, Italia (dove si contano trentasette club: Genova, Bologna, Milano, Napoli, Roma, Firenze, Torino, Reggio Emilia, Venezia Mestre, Brescia, Perugia, Prato, Verona, Palermo, Catania, Salerno), Portogallo, Australia e Regno Unito.
- Virgin America - compagnia aerea nazionale con base a San Francisco (chiusa il 24 aprile 2018 acquistata da Alaska Airlines)
- Virgin Atlantic Airways - compagnia aerea internazionale con base all'Aeroporto di Londra-Heathrow di proprietà di Virgin Group (51%), e di Delta Air Lines (49%)
- Virgin Balloon Flights - operatore di mongolfiere
- Virgin Australia - compagnia aerea a basso costo che opera nel Pacifico del Sud e con base in Australia, precedentemente chiamata Virgin Blue della Virgin Blue Holding
  - Blue Holidays - programma vacanze di Virgin Blue Holding
  - Pacific Blue - compagnia aerea sussidiaria di Virgin Australia con base in Nuova Zelanda
  - Polynesian Blue - compagnia a basso costo delle isole Samoa anch'essa sussidiaria di Virgin Australia
  - V Australia - compagnia aerea sussidiaria di Virgin Australia per voli a lungo raggio
- Virgin Books - casa editrice e distributore di libri
- Virgin Brides - negozio di abiti da sposa a Manchester
- Virgin Charter - compagnia di jet privati a noleggio
- Virgin Comics - Produttore di fumetti
- Virgin Cosmetics - catena di negozi di cosmetici e gioielli
- Virgin Digital - distributore in linea di musica digitale
- Virgin Experience Days
- Virgin Express - ex compagnia aerea a basso costo (ora Brussels Airlines)
- Virgin Film - società di produzione cinematografica
- Virgin Flowers
- Virgin Fuel - società che opera nel settore dei carburanti alternativi al petrolio
- Virgin Galactic - società che intende offrire al pubblico i primi viaggi nello spazio
- Virgin Health Bank
- Virgin Holidays - Agenzia viaggi ed operatore turistico inglese
- Virgin Limited Edition - società che offre alberghi e residenze di lusso per vacanze ed eventi aziendali
- Virgin Limobike
- Virgin Limousines - società di noleggio di limousine con autista a San Francisco e nella California del nord
- Virgin Media - Società che offre telefonia fissa, mobile, TV via cavo e connessione Internet a banda larga nel Regno Unito
  - Virgin Mobile - operatore di telefonia mobile nel Regno Unito, Australia, Canada, Sudafrica, Stati Uniti, Emirati Arabi Uniti e Francia
- Virgin Megastores - Catena di negozi di CD, DVD e videogiochi
- Virgin Money - servizi finanziari
  - Virgin Credit Card - Carta di credito con logo Virgin
- Virgin Nigeria - compagnia aerea della Nigeria
- Virgin Oceanic - prototipo per l'esplorazione degli abissi marini
- Virgin Play - società che sviluppa, distribuisce e commercializza videogiochi, con sede in Spagna
- Virgin Spa - catena di negozi di cosmetici
- Virgin Trains - una delle compagnie ferroviarie del Regno Unito. Essa è un marchio facente parte del Virgin Group, il quale ne detiene solamente il 51%, il rimanente è in possesso dell'Stagecoach Group.
- Virgin Unite - organizzazione che si occupa di progetti di solidarietà senza fine di lucro
- Virgin Vacations - agenzia viaggi americana
- Virgin Voyages - compagnia di crociere
- Virgin Vines - Impresa californiana creata nel 2005 che produce vini
- Virgin Voucher - schema di incentivi aziendali
- Virgin Ware - marca di abbigliamento e negozi
- Virgin Wines - distributore di vini via internet

### Marchi non più di proprietà di Branson o precedentemente operanti
- Envision Virgin Racing Formula E Team - scuderia di Formula E, dalla stagione 2021-22 nota come Envision Racing.
- Virgin Drinks - produttore di bevande
- Virgin Radio Italia - emittente radiofonica italiana di proprietà del gruppo RadioMediaset.
- Virgin Electronics - elettronica di consumo. La ditta terminò le attività nel marzo 2005.
- Virgin Games - giochi in linea e scommesse.
- Virgin Interactive (inizialmente noto con il nome Virgin Games) - distributore di giochi per computer ora controllato da Titus Interactive.
- Virgin Radio UK - (ora di proprietà di TIML). Emittente commerciale inglese che trasmette in AM, FM (solo a Londra), DAB, internet e sulla TV digitale. Altri marchi di Virgin radio sono: Virgin Radio Classic Rock, Virgin Radio Groove, Virgin Radio Xtreme. Virgin Radio UK ha chiuso il 28 settembre 2008 trasformandosi in Absolute Radio.
- Virgin Records - casa discografica ora di proprietà di Universal Music Group
- V2 Records - etichetta discografica fondata da Branson dopo la cessione alla EMI di Virgin Records. È stata a sua volta ceduta nel 2006, e non è più sotto il controllo di Branson.
- Virgin Mobile Francia - operatore telefonico virtuale MVNO facente parte della società francese Société française du radiotéléphone[1]